# صموئيل وارتون
صموئيل وارتون (بالإنجليزية: Samuel Wharton)‏ هو قاضي وسياسي أمريكي، ولد في 3 مايو 1732 في فيلادلفيا في الولايات المتحدة، وتوفي في 1800.